# Descendants: Wicked World
Descendants: Wicked World, abbreviato semplicemente come Wicked World, è una serie animata statunitense del 2015 basata sul film Disney per la televisione Descendants. Diretta e prodotta da Aliki Theofilopoulos Grafft e Jenni Cock, la serie vede come protagonisti i personaggi del film originale con l'aggiunta di altri nuovi.
Negli Stati Uniti ha debuttato il 18 settembre 2015, mentre in Italia il 14 novembre dello stesso anno su Disney Channel e su Rai Gulp il 1º dicembre 2016.
La seconda stagione è andata in onda negli Stati Uniti il 21 ottobre 2016, mentre in Italia è stata trasmessa dal 1º maggio 2017.

## Trama
Dopo l'incoronazione (avvenuto alla fine del film originale), i figli dei cattivi Mal, Evie, Jay e Carlos vivono la loro vita ad Auradon Prep mentre i loro genitori sono ancora banditi sull'Isola degli Sperduti.

## Sigla
La sigla, cantata da Sofia Carson, è Rotten to the Core. Della canzone ne è stato fatto anche un video musicale disponibile sul canale VEVO della Disney. Nel video l'attrice, che veste nuovamente i panni del suo personaggio, viene circondata da specchi dove, nel corso della canzone, si sdoppia e racconta la sua vita da cattiva.
La canzone è una versione rétro-soul di Rotten to the Core, brano cantato da Dove Cameron, Booboo Stewart, Sofia Carson e Cameron Boyce in Descendants.

## Cast
- Dove Cameron: Mal, figlia di Malefica (doppiata da Joy Saltarelli)
- Cameron Boyce: Carlos, figlio di Crudelia De Mon (doppiato da Federico Bebi)
- Booboo Stewart: Jay, figlio di Jafar (doppiato da Mattia Nissolino)
- Sofia Carson: Evie, figlia della Regina Grimilde (doppiata da Ludovica Bebi)
- Mitchell Hope: Ben, figlio della Regina Belle e Re Bestia (doppiato da Mirko Cannella)
- Sarah Jeffery: Audrey, figlia di Aurora e Principe Filippo (doppiata da Giulia Franceschetti)
- Dianne Doan: Lonnie, figlia di Mulan e Li Shang (doppiata da Lucrezia Marricchi)
- Brenna D'Amico: Jane, figlia della Fata Smemorina (doppiata da Giulia Tarquini)
- Ursula Taherian: Jordan, figlia del Genio della lampada (doppiata da Roisin Nicosia)
- China Anne McClain (stagione 1); Lauryn McClain (stagione 2): Freddie, figlia del Dr. Facilier (doppiata da Emanuela Ionica)
- Jennifer Veal: Ally, figlia di Alice (doppiata da Valentina Favazza)
- Myrna Velasco: CJ Hook, figlia di Capitan Uncino (doppiata da Letizia Ciampa)
- Bradley Steven Perry: Zevon, figlio di Yzma (doppiato da Alex Polidori)
- Ruby, figlia di Rapunzel e Flynn Rider

## Episodi
| Stagione         | Episodi | Prima TV USA | Prima TV Italia |
| ---------------- | ------- | ------------ | --------------- |
| Prima stagione   | 18      | 2015-2016    | 2015-2016       |
| Seconda stagione | 15      | 2016-2017    | 2017            |

## Raccolta di episodi

### Desideri esauditi
È la prima raccolta speciale dei primi 11 episodi della prima stagione, fatta eccezione per Prelibatezze raffinate, ed è stato trasmesso negli Stati Uniti il 13 dicembre 2015 prima del dodicesimo corto. In Italia è stato trasmesso il 29 ottobre 2016.

### Il ballo delle luci
È la seconda raccolta speciale dei restanti 6 episodi della prima stagione ed è trasmesso il 15 luglio 2016. In Italia è stato trasmesso il 29 ottobre 2016.

### Jewel-bilee
È la terza raccolta speciale e costituisce tutti i corti della seconda stagione. Viene trasmesso il 3 marzo 2017 su Disney Channel negli Stati Uniti.

## Curiosità
- Questa è la prima volta nella storia di Disney Channel che una serie televisiva è basato su un Disney Channel Original Movie. Inizialmente la prima ad essere dovuto diventare una serie televisiva sarebbe stato Madison High, serie crossover con la saga di High School Musical. Sfortunatamente, la serie è stata cancellata dal canale.

## Tutte le canzoni
1. Good is the New Bad, cantata da Dove Cameron, Sofia Carson e China Anne McClain (Il male è il nuovo bene)
2. I'm Your Girl, cantata da Felicia Barton (I'm Your Girl)
3. The Night is Young, cantata da China Anne McClain (The Night is Young)
4. Rather Be With You, cantata da Dove Cameron, Sofia Carson, Lauryn McClain e Brenna D'Amico (Pigiama Party)
5. Evil, cantata da Dove Cameron (Teste parlanti)
6. Better Together, cantata da Dove Cameron e Sofia Carson (La festa ha inizio)